# Семилей
Семилей — село, административный центр сельской администрации в Кочкуровском районе.
В Семилейскую сельскую администрацию входят поселки Станция Воеводское (433 чел.), Примерный (127) и Рассказово (167 чел.).

## География
Расположено село на реке Вьяс, в 12 км от районного центра и 3 км от железнодорожной станции Воеводское.

## История
Основано в 17 веке переселенцами из д. Старый Семилей. Упоминается в «Указе Петра I Саранской воеводской канцелярии об отводе стольнику Протасову земельных угодий, бывших во владении мордвы деревни Ключи, Семилей и др…» (1704). В 18 веке в Семилее была построена церковь; после пожара 1890 года была возведена новая деревянная Никольская (не сохранилась). В «Списке населённых мест Пензенской губернии» (1869) Семилей (Никольское) — село казённое из 141 двора Саранского уезда. По подворной переписи 1913 года, в Семилее был 281 двор (1956 чел.); 2 кузницы, водяная, 3 паровые и 12 ветряных мельниц, 3 маслобойки, 2 просорушки, 7 молотилок. Жители занимались плотничным, столярным и портняжным промыслами.
В 1931 году в Семилее насчитывалось 312 дворов (2100 человек). Организован колхоз им. Сталина, с 1962 года — им. Крупской, с 1998 года — СХПК «Семилейский», с 2000 года — агрофирма в составе АО «Норов» (специализируется на выращивании молодняка).

## Население
| 2002 | 2010 |
| ---- | ---- |
| 759  | ↘721 |

Население 796 чел. (2001), в основном мордва-эрзя.

## Инфраструктура
В современном селе — средняя школа, филиал центральной районной библиотеки, Дом культуры, столовая, несколько магазинов, медпункт, ветучасток, искусственный водоём «Карнай». Около села — курганы (один из них срубной культуры, исследовал В. Н. Шитов в 1980 г.); Никольский источник с купальней.

## Известные люди
Семилей — родина Героя Советского Союза К. И. Рассказова, механизатора Я. З. Наумкина, педагогов А. П. Гребневой, Л. М. Тюриной, поэта А. У. Эскина, хорового дирижёра Е. А. Пурилкиной, работника торговли В. М. Четайкиной.

## Источник
- Энциклопедия Мордовия